# Río Santa Rufina
Río Santa Rufina är ett vattendrag i Argentina.   Det ligger i provinsen Salta, i den norra delen av landet, 1 300 km nordväst om huvudstaden Buenos Aires.
I omgivningarna runt Río Santa Rufina växer i huvudsak lövfällande lövskog. Runt Río Santa Rufina är det mycket glesbefolkat, med 6 invånare per kvadratkilometer.